# Heptanonitrilo
El heptanonitrilo, llamado también 1-cianohexano, enantonitrilo o 3-fenilpropionitrilo, es un nitrilo cuya fórmula molecular es C7H13N.

## Propiedades físicas y químicas
A temperatura ambiente, el heptanonitrilo es un líquido transparente de color amarillo.
Tiene su punto de ebullición a 186 °C y su punto de fusión a -64 °C. Posee una densidad inferior a la del agua (ρ = 0,810 g/cm³) y es poco soluble en ella, en proporción de 400 mg/L. En este sentido, el valor del logaritmo de su coeficiente de reparto, logP = 2,21, indica que es considerablemente más soluble en disolventes apolares —como el octanol— que en agua.
Tiene una tensión superficial de 29,0 ± 5,0 dina/cm, semejante a la de otros alquilonitrilos lineales.
El heptanonitrilo es incompatible con agentes oxidantes y reductores, así como con ácidos y bases fuertes.

## Síntesis
El heptanonitrilo se sintetiza añadiendo 1-clorohexano a una mezcla de cianuro sódico en dimetil sulfóxido previamente calentada a 90 °C; al ser la reacción exotérmica, la temperatura debe mantenerse por debajo de los 160 °C:
Otra forma de obtener heptanonitrilo es por pirólisis de la N,N-dicloroheptanamina llevada a cabo durante cromatografía gas-líquido a 190-280 °C.
Una distinta vía de síntesis utiliza como precursor el 2-bromoheptanonitrilo —con un rendimiento en torno al 99%—, haciendo uso de un catalizador de cobre (I).
Asimismo, la combinación de ácido o-iodoxibenzoico (IBX) y bromuro de tetrabutilamonio (TBAB) oxida eficientemente la 1-heptanamina a heptanonitrilo en condiciones suaves. Otros agentes oxidantes utilizados para transformar aminas a nitrilos son tetraacetato de plomo, óxido de plata, peróxido de cobalto y de níquel, o tetróxido de osmio; pueden emplearse también reactivos libres de metales como hipoclorito sódico o iodo molecular.
A la inversa, la reducción de heptanonitrilo a 25 °C con InCl3/NaBH4 en tetrahidrofurano, permite obtener 1-heptanamina con un rendimiento del 87%.

## Usos
El heptanonitrilo ha sido investigado en relación con complejos de inclusión con el fin de evaluar la contribución de las partes hidrófilas de moléculas huésped en complejos de inclusión alifáticos; en este sentido, se determinaron las propiedades termodinámicas de los complejos de inclusión de ciclodextrina (α-CD) con nitrilos alifáticos —entre ellos el heptanonitrilo— en soluciones acuosas.
En cuanto a sus usos, el heptanonitrilo se emplea en la síntesis de 2,3,5,6-tetrahexilpirazina y aparece también como intermediario en la fabricación de productos farmacéuticos.
Así, aparece como precursor en la síntesis de ciertas quinolina lactamas que se unen a los receptores de benzodiazepina, empleadas como agentes ansiolíticos.
Se ha propuesto también la utilización de este nitrilo como disolvente en la deposición química de vapor (CVD) a la hora de fabricar láminas delgadas de componentes de rutenio empleados como electrodos en dispositivos de memoria informática (DRAM) o en películas diamagnéticas de discos duros.
También puede servir como disolvente en sistemas de electroluminiscencia orgánicos.
Igualmente puede usarse para la producción de dispositivos semiconductores que incluyen una lámina con níquel.

## Precauciones
Este compuesto es un producto inflamable —tanto en estado líquido como en forma de vapor—, cuyo punto de inflamabilidad es de 58 °C.
Al arder libera gases tóxicos tales como óxidos de nitrógeno, monóxido de carbono y cianuro de hidrógeno.
Se debe evitar su contacto con piel y ojos, ya que provoca irritación en la piel e irritación severa en los ojos.